# Otto Schack (General)

Hauptmann Otto Schack, 1905

Otto Gustav Schack (* 29. Oktober 1864 in Leipzig; † 9. Dezember 1945 in Dresden) war ein sächsischer Generalmajor.

Major Otto Schack, 1908

## Leben
Otto Schack trat 1884 als Avantageur in die sächsische Armee ein und wurde am 31. Mai 1885 zum Fähnrich bei der 11. Kompanie des 8. Infanterie-Regiment „Prinz Johann Georg“ Nr. 107 ernannt. Am 19. Januar 1886 avancierte er zum Leutnant und wurde noch im selben Jahr wegen eines tödlichen Pistolenduells zu einer zweijährigen Festungshaft verurteilt und nach sechs Monaten begnadigt wurde. Er durchlief in den folgenden Jahren eine gewöhnliche militärische Laufbahn, wobei er 1893 zum Oberleutnant und 1899 zum Hauptmann und Kompaniechef befördert wurde. Als Kompaniechef der 12. Kompanie im Infanterie-Regiment „König Wilhelm II. von Württemberg“ (6. Königlich Sächsisches) Nr. 105 verrichtete er die nächsten Jahre im Regiment und wurde nach Beförderung zum Major am 22. Mai 1908 als etatsmäßiger Stabsoffizier dem Schützen-(Füsilier-)Regiment „Prinz Georg“ (Königlich Sächsisches) Nr. 108 zugeteilt. 1910 wurde er unter Ernennung zum Bataillonskommandeur des III. Bataillons in das 11. Königlich Sächsische Infanterie-Regiment Nr. 139 unter Oberst Kurt Stark versetzt. In dieser Eigenschaft rückte er am 1. Oktober 1913 zum Oberstleutnant auf. Nach Ausbruch des Ersten Weltkrieges rückte er mit seinem Bataillon an die Front. Bis November 1915 wurde er zum Oberst befördert. Er schied als Generalmajor aus dem aktiven Dienst aus.
Otto Schack heiratete im Februar 1911 die verwitwete Anna Luisa Erna von Karajan, geb. Hertle. Eine Tochter, Hildegard, heiratete am 14. November 1935 den Dresdner Oberbürgermeister Ernst Zörner.